# Associazione Calcio Derthona 1937-1938
Questa pagina raccoglie le informazioni riguardanti l'Associazione Calcio Derthona nelle competizioni ufficiali della stagione 1937-1938.

## Stagione
Nella stagione 1937-1938 il Derthona ha disputato il girone C della Serie C ottenendo il quindicesimo posto in classifica con 17 punti. Sarebbe dovuto retrocedere in Prima Divisione con Pinerolo e Valpolcevera, ma in seguito è riammesso in Serie C.

## Rosa
| N. |                   | Ruolo | Calciatore          |
| -- | ----------------- | ----- | ------------------- |
|    | Italia (bandiera) | P     | Pietro Rota         |
|    | Italia (bandiera) | D     | Carlo Battegazzorre |
|    | Italia (bandiera) | D     | Natale Franzini     |
|    | Italia (bandiera) | D     | Giacomo Mangino     |
|    | Italia (bandiera) | D     | Giovanni Nizzi      |
|    | Italia (bandiera) | D     | Cesare Zoccola      |
|    | Italia (bandiera) | C     | Ciro Bellitti       |
|    | Italia (bandiera) | C     | Giovanni Bocchio    |
|    | Italia (bandiera) | C     | Romeo Ferrari       |
|    | Italia (bandiera) | C     | Dante Gatti         |
|    | Italia (bandiera) | C     | Benvenuto Lagoglio  |

| N. |                   | Ruolo | Calciatore       |
| -- | ----------------- | ----- | ---------------- |
|    | Italia (bandiera) | C     | Francesco Lingua |
|    | Italia (bandiera) | C     | Aldo Raccone     |
|    | Italia (bandiera) | C     | Armando Riso     |
|    | Italia (bandiera) | A     | Alvigini         |
|    | Italia (bandiera) | A     | Alfio Ferretti   |
|    | Italia (bandiera) | A     | Emilio Fracchia  |
|    | Italia (bandiera) | A     | Luigi Gallanti   |
|    | Italia (bandiera) | A     | Carlo Gianelli   |
|    | Italia (bandiera) | A     | Luigi Soffrido   |
|    | Italia (bandiera) | A     | Domenico Taverna |